# Roystonea princeps
Espèce
Synonymes
- Oreodoxa princeps Becc.[1] [2]

Statut de conservation UICN

 NT  : Quasi menacé
Roystonea princeps est une espèce de plantes de la famille des Arecaceae.

## Publication originale
- Botanische Jahrbücher für Systematik, Pflanzengeschichte und Pflanzengeographie 63: 76. 1929.